# Kriegerdenkmal an der Schloßstraße (Ismaning)

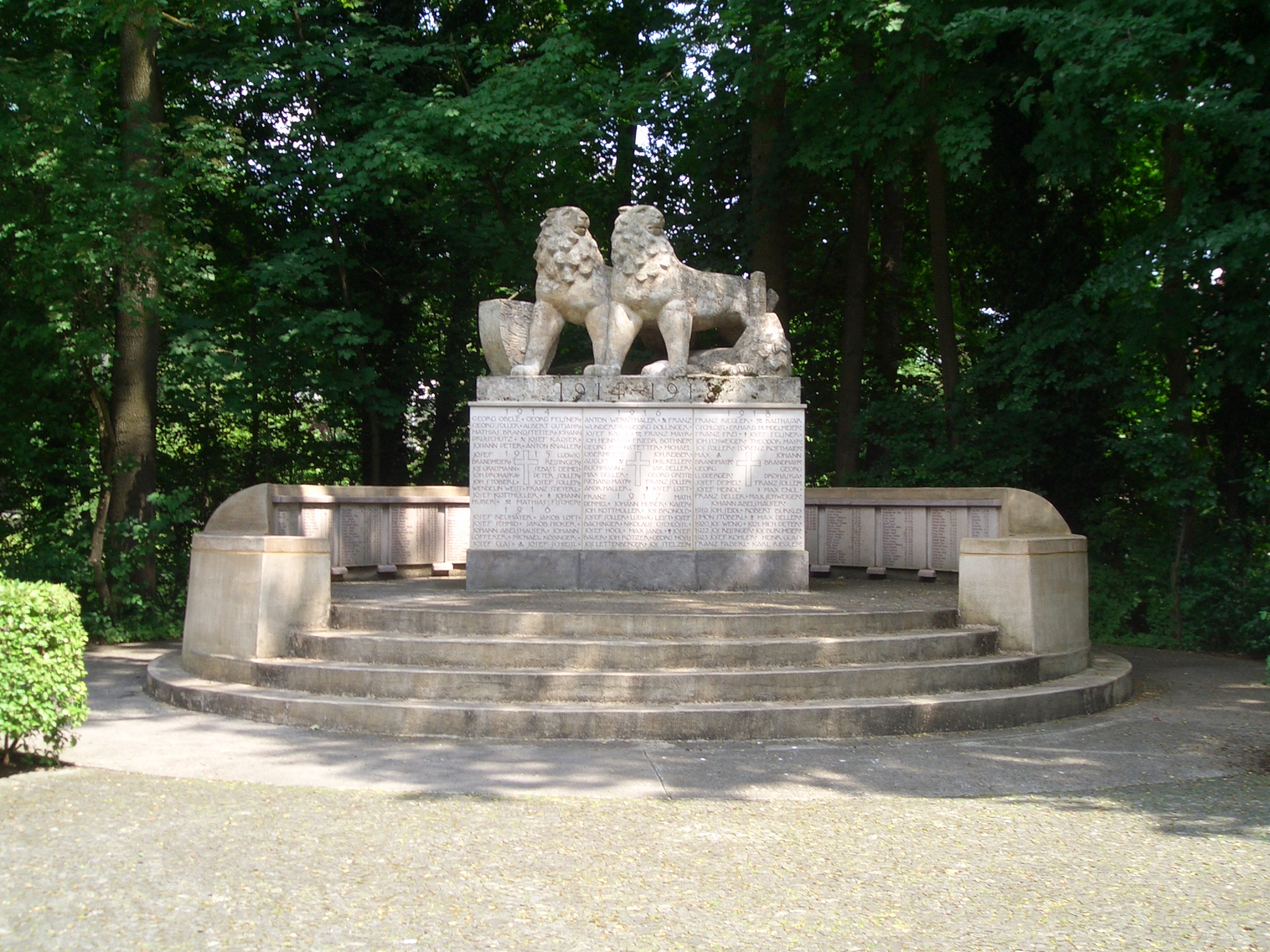
Kriegerdenkmal an der Schloßstraße

Das denkmalgeschützte Kriegerdenkmal an der Schloßstraße in Ismaning (Oberbayern) ist eine etwa zwei Meter hohe Steinskulptur (Aktennummer D-1-84-130-11). Sie zeigt auf einem steinernen Quader zwei aufrecht schreitende Löwen und neben ihnen am Boden liegend einen verwundeten. Das Denkmal erinnerte zunächst an die 100 Männer aus der Gemeinde Ismaning, die im Ersten Weltkrieg fielen. Es wurde am 24. Mai 1924 aus Anlass des 50-jährigen Bestehens des örtlichen Veteranen- und Kriegervereins in einem feierlichen Akt eingeweiht.
Der Entwurf für die Skulptur stammt von Richard Riemerschmid, damals Direktor der Kunstgewerbeschule München, das Modell vom Bildhauer Wilhelm Nida-Rümelin. Die Steinarbeiten wurden von R. Gschwender ausgeführt.
Ursprünglich umgab ein Ring aus eisernen Speeren das Denkmal. Auf Entscheidung des Bürgermeisters Erich Zeitler hin wurden diese nach Ende des Zweiten Weltkriegs durch Steintafeln ersetzt, auf denen die Namen der 181 Gefallenen und 89 Vermissten des Krieges eingraviert sind.
Jährlich findet am Volkstrauertag an der Skulptur eine Gedenkveranstaltung für die Opfer der beiden Weltkriege statt.